# Земљо моја
Земљо моја је југословенска патриотска песма. Песма је настала средином 1970-их и први пут је изведена на Вашем Шлагеру сезоне 1975. године, фестивалу забавних мелодија у Сарајеву, где је освојила 4. место. Ова песма говори о љубави појединца према отаџбини. У време када је настала, песма је била посвећена југословенским гастарбајтерима који су отишли из Југославије у друге земље у потрази за послом. Песму је извела популарна сарајевска група Амбасадори, чији је солиста била Исмета Крвавац, касније водитељка и уредница на Радио-телевизији Сарајево. Аутор музике и текста је Кемал Монтено, који је песму снимио 1985. године за свој компилацијски албум "Моје омиљене песме". Земљо моја је била једна од најомиљенијих песама Јосипа Броза Тита и као таква је често пуштана на званичним пријемима које је Тито организовао.
Постојала је иницијатива да ова песма постане нова химна БиХ.